# Ов'єдо – Туй
Ов'єдо – Туй – газопровід на північному заході Іспанії.
З кінця 1980-х років район Ов'єдо отримував блакитне паливо лише по невеликому трубопроводу Бургос – Ов'єдо. Втім, вже наприкінці 1990-х до регіону організували подачу ресурсу алжирського походження по значно потужнішому газопроводу Альмендралехо – Ов'єдо, що дало можливість узятись за газифікацію розташованої західніше Галісії. Для цього в 1998-му спорудили трубопровід Ов'єдо – Туй, що прямує паралельно узбережжю (та в кінцевій точці має сполучення з португальским трубопроводом Лейрія – Туй). Довжина траси Ов'єдо – Туй 396 кілометрів, діаметр труб 500 мм, робочий тиск 8 МПа.
В 2007-му в Галісії став до ладу терміналу для імпорту ЗПГ Мугардос, який за допомогою системи Мугардос – Гітіріс/Сабон підключили до Ов'єдо – Туй у двох місцях – в Гітірісі та Абегондо.
З 2012-го ресурс також може постачати запущений в райні Ов'єдо термінал для імпорту ЗПГ Ель-Мюсель.